# العلاقات الصومالية البوتانية
العلاقات الصومالية البوتانية هي العلاقات الثنائية التي تجمع بين الصومال وبوتان.

## مقارنة بين البلدين
هذه مقارنة عامة ومرجعية للدولتين:
| وجه المقارنة                                              | الصومال                        | بوتان          |
| --------------------------------------------------------- | ------------------------------ | -------------- |
| المساحة (كم2)                                             | 637.66 ألف                     | 38.39 ألف      |
| عدد السكان (نسمة)                                         | 14.74 مليون                    | 807.61 ألف     |
| الكثافة السكانية (ن./كم²)                                 | 23.12                          | 21.04          |
| العاصمة                                                   | مقديشو                         | تيمفو          |
| اللغة الرسمية                                             | اللغة الصومالية، اللغة العربية | لغة دزونكا     |
| العملة                                                    | شلن صومالي                     | نغولترم بوتاني |
| الناتج المحلي الإجمالي (بليون دولار)                      | 7.37 مليار                     | 2.51 مليار     |
| الناتج المحلي الإجمالي (تعادل القوة الشرائية) بليون دولار |                                | 6.49 مليار     |
| الناتج المحلي الإجمالي الاسمي للفرد دولار أمريكي          | 549                            | 2.66 ألف       |
| الناتج المحلي الإجمالي للفرد دولار أمريكي                 |                                | 7.82 ألف       |
| مؤشر التنمية البشرية                                      |                                | 0.605          |
| رمز المكالمات الدولي                                      | +252                           | +975           |
| رمز الإنترنت                                              | .so                            | .bt            |
| المنطقة الزمنية                                           | ت ع م+03:00                    | ت ع م+06:00    |

## منظمات دولية مشتركة
يشترك البلدان في عضوية مجموعة من المنظمات الدولية، منها:
| علم المنظمة | اسم المنظمة                   | تاريخ انضمام الصومال | تاريخ انضمام بوتان |
| ----------- | ----------------------------- | -------------------- | ------------------ |
|             | مؤسسة التنمية الدولية         | 31 أغسطس 1962        | 28 سبتمبر 1981     |
|             | يونسكو                        | 15 نوفمبر 1960       | 13 أبريل 1982      |
|             | الأمم المتحدة                 | 20 سبتمبر 1960       | 21 سبتمبر 1971     |
|             | الاتحاد البريدي العالمي       | ?                    | ?                  |
|             | البنك الدولي للإنشاء والتعمير | 31 أغسطس 1962        | 28 سبتمبر 1981     |
|             | الاتحاد الدولي للاتصالات      | 28 سبتمبر 1962       | 15 سبتمبر 1988     |
|             | منظمة حظر الأسلحة الكيميائية  | ?                    | ?                  |
|             | مؤسسة التمويل الدولية         | 31 أغسطس 1962        | 1 ديسمبر 2003      |
|             | منظمة الشرطة الجنائية الدولية | ?                    | ?                  |

## وصلات خارجية
- موقع وزارة الخارجية الصومالية
- موقع وزارة الخارجية البوتانية